# Mittådalens sameby

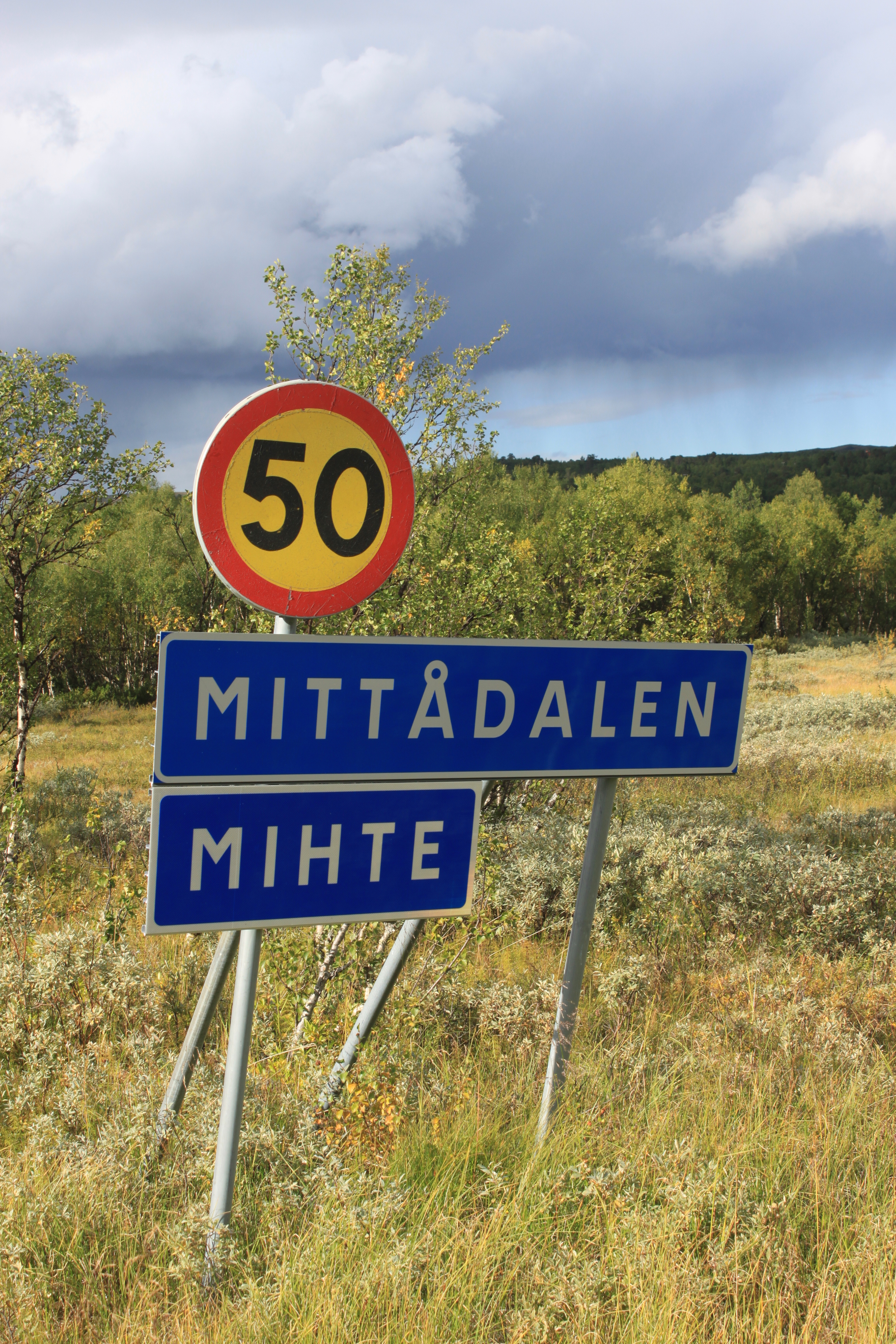
Vägskylt till Mittådalen. Både på svenska och samiska. 19 augusti 2013

Mittådalens sameby (sydsamiska: Mïhte) är en sameby i nordvästra Härjedalen, belägen inom Ljusnedals distrikt (Tännäs socken) i Härjedalens kommun samt Storsjö distrikt (Storsjö socken) i Bergs kommun. Samebyns nordligaste område ligger inom Storsjö distrikt, och den sydligaste delen ligger inom Ljusnedals distrikt.
Mittådalens sameby är en av Sveriges totalt 51 samebyar. I nordväst sträcker sig samebyns område upp till Sylsjön och gränsen mot Norge. Skarvdörrsfjället och Haftorsstöten (Gipperegaise) ligger vid Mittådalens samebys gräns mot Norge. Byns sydvästra gräns följer Ljusnan. I öster ligger Flatruet, Anåfjället samt Lillfjället inom byns område.

## Historia
Den sydsamiska befolkningen inom Mittådalens sameby finns främst i Mittådalen samt i Funäsdalen och området däromkring.

## Bilder

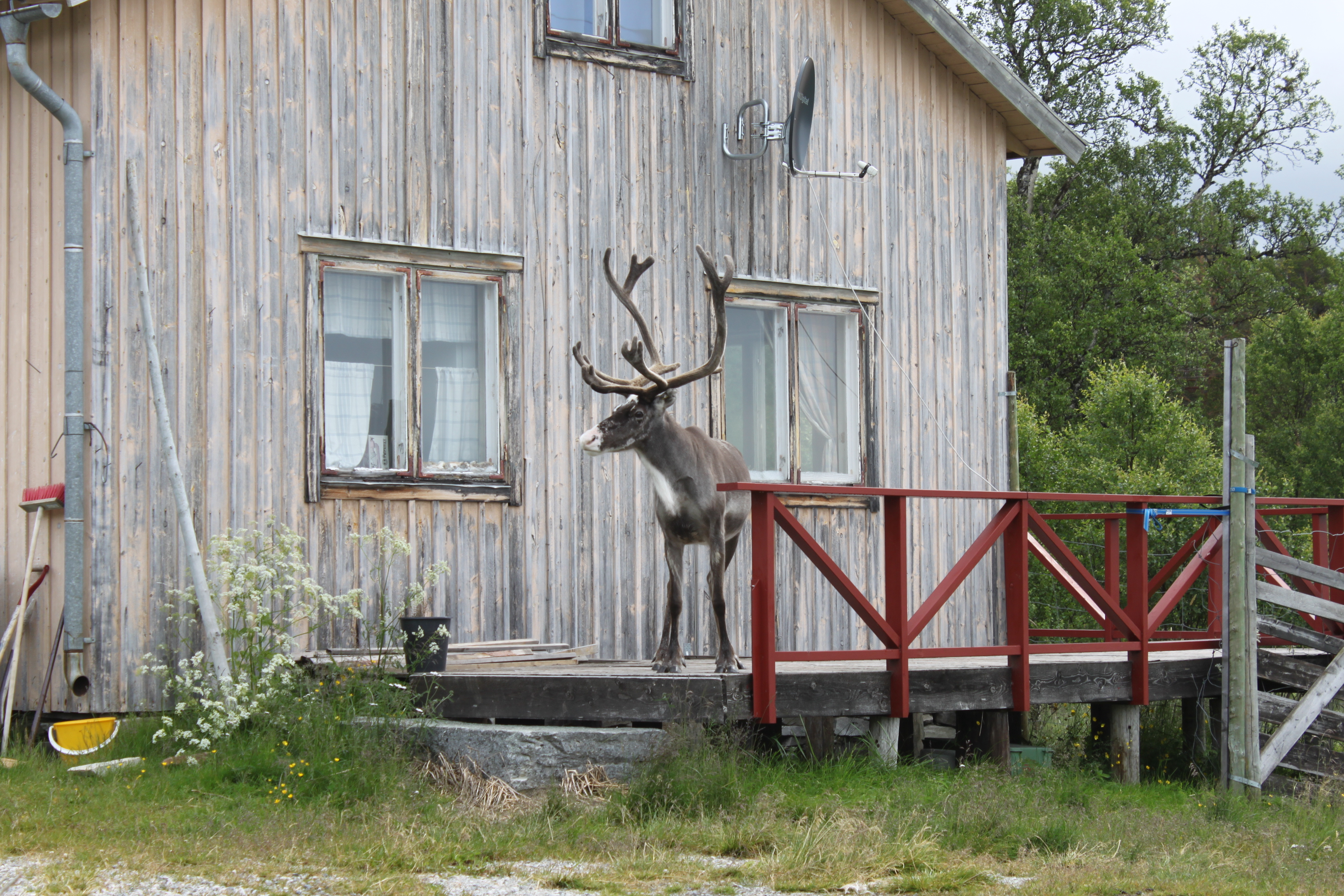
Ren på altan till hus i Mittådalen.
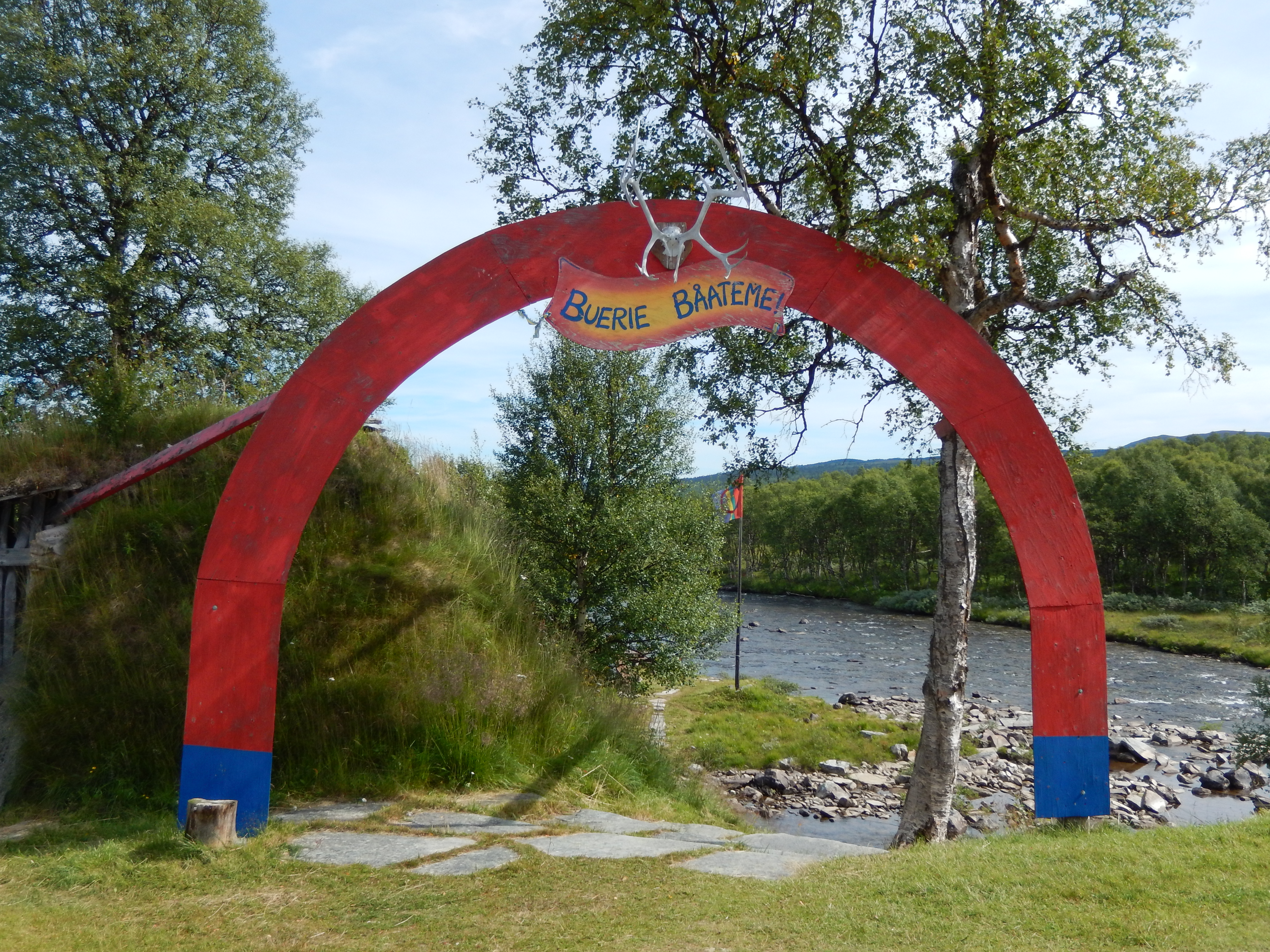
Båge i Mittådalen vid hantverksbutiken.
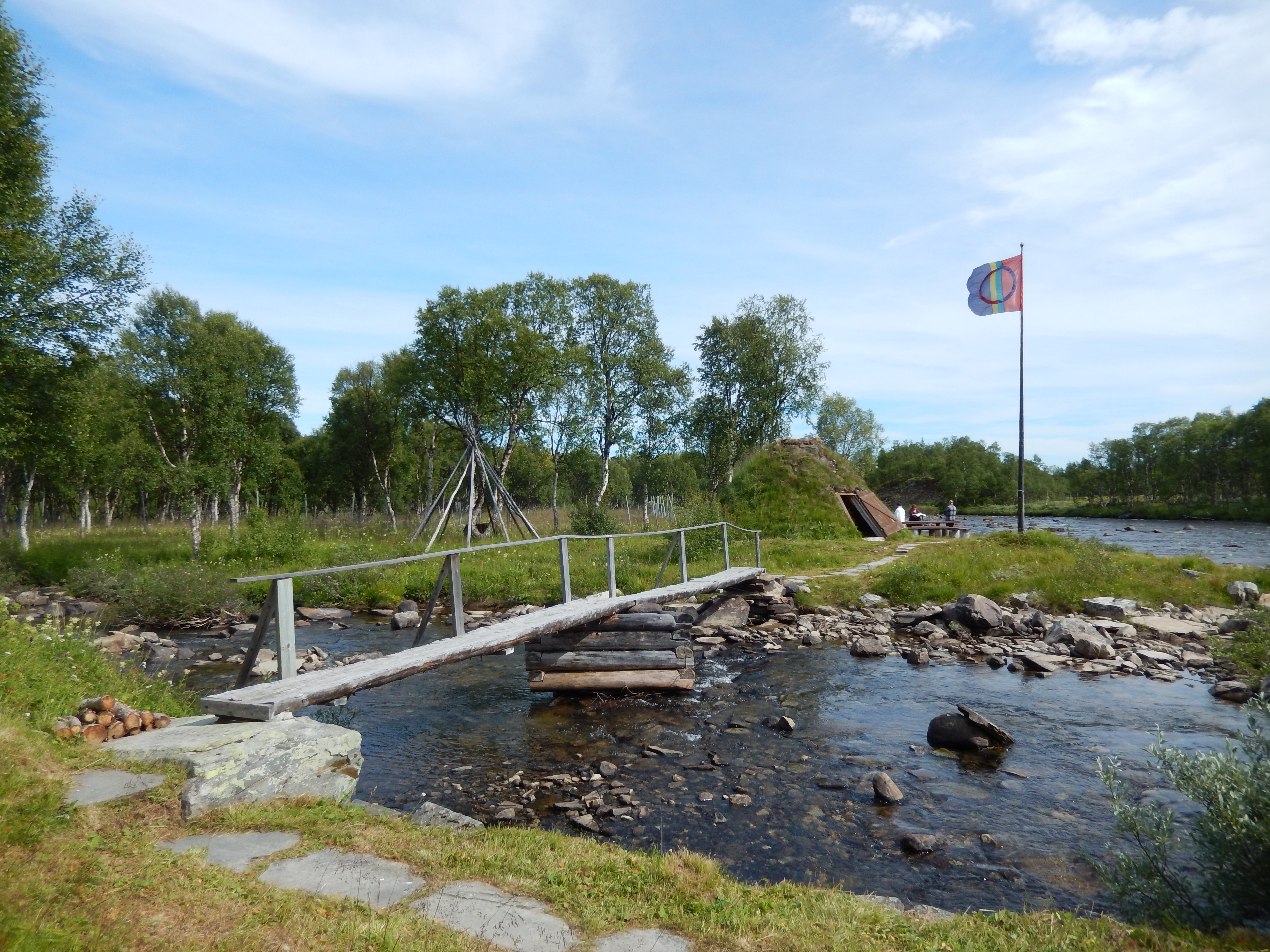
Kåta och flagga i Mittådalen vid Mittån.
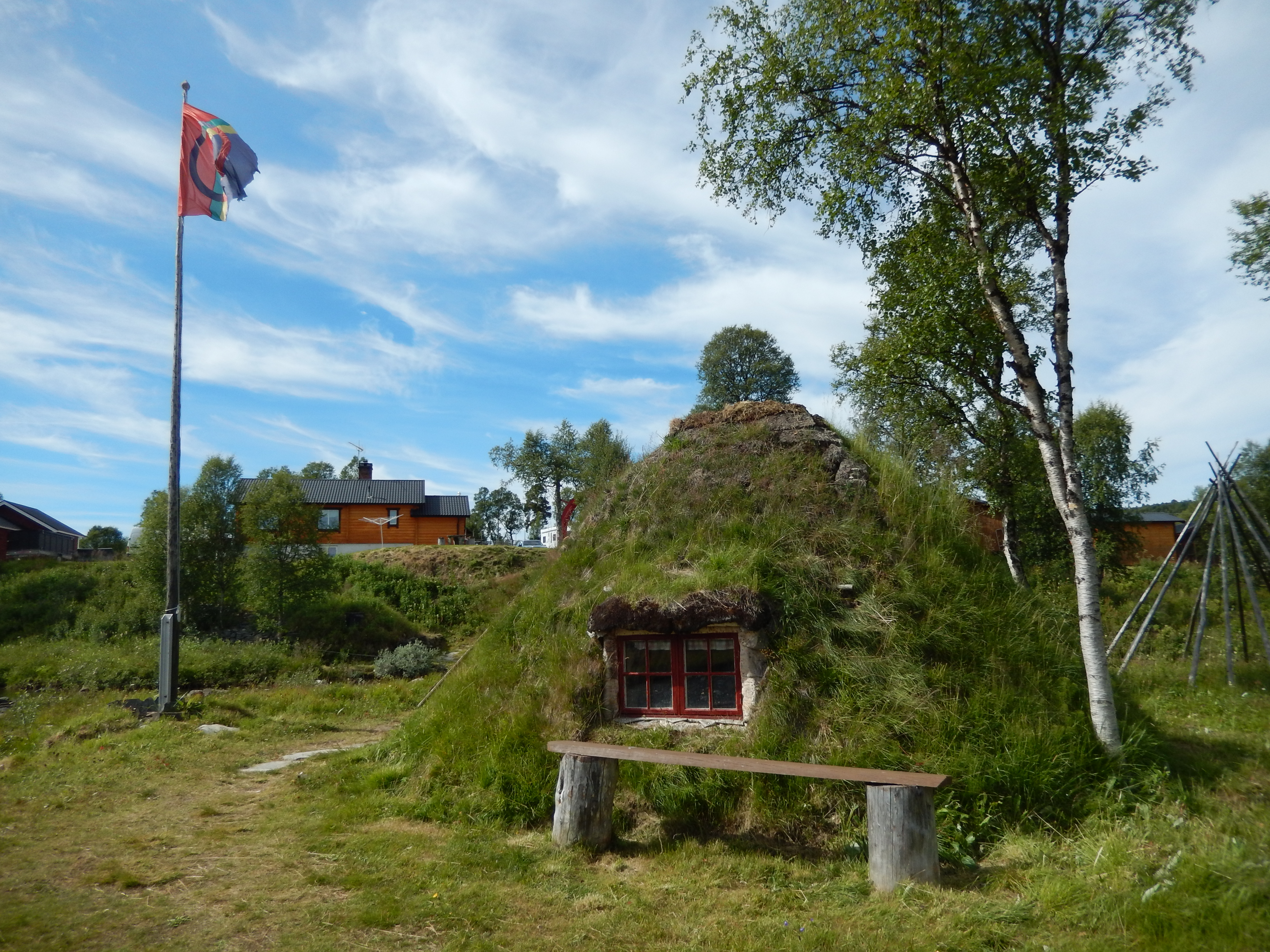
Kåta och flagga i Mittådalen vid Mittån.